# Distretto di Güce
Il distretto di Güce (in turco Güce ilçesi) è uno dei distretti della provincia di Giresun, in Turchia.